# Зайп, Кристоф Людвиг
Кристоф Людвиг Зайп (нем. Christoph Ludwig Seipp, также Зайб, нем. Seib; 7 января 1747, Вормс — 20 июня 1793, Вена) — австрийский театральный режиссёр и актёр.
Изучал философию и право в университетах Йены, Гиссена и Гейдельберга. Затем присоединился к театральной труппе К. Ф. Абта и в 1771 г. выступал с ней в Страсбурге. После распада труппы в 1772 г. вместе с труппой Лоренца Хартмана прибыл в Прессбург, где перешёл к Карлу Вару, с которым оставался до 1776 г., выступая не только в Прессбурге, но и в придворном театре в замке Эстерхази (в летние месяцы) и в придворном театре зальцбургского князя-архиепископа Иеронима фон Коллоредо (зима 1775—1776 гг.). В труппе Вара Зайп работал не только как актёр, но и как драматург, переделывая пьесы для нужд постановки (известно, в частности, что он отредактировал выполненный К. М. Виландом перевод шекспировского «Короля Лира», вызвав недовольство переводчика). В сезоне 1776—1777 гг. выступал в труппе К. И. Молля, в том числе и как режиссёр, и пытался получить разрешение на открытие самостоятельного театра в Оломоуце. Потерпев неудачу, вернулся к Вару, с которым выступал в Пеште, в придворном театре князей Баттьяни в Хайнбурге и наконец в Праге, пока в 1779 г. не расстался с Варом окончательно. Вместе с Фр. И. Буллой руководил труппами в Линце и Инсбруке, затем самостоятельно работал как режиссёр в Аугсбурге и Нюрнберге, в 1781—1783 гг. в Темешваре и Германштадте, в 1784—1786 гг., в основном, опять в Прессбурге, где постановка недавно появившейся драмы Г. Э. Лессинга «Натан Мудрый» (1785) имела определённый резонанс. После странствий в 1787—1788 гг. между Оломоуцем, Опавой, Нейссе и Бригом вернулся в Германштадт, где губернатор граф Дьёрдь Банффи закончил постройку нового городского театра, и работал в этом театре два сезона, к концу 1790 г. перебравшись в Надьсомбат и затем вновь в Прессбург. В 1793 г. Зайп опять попытался утвердиться в Вене, но вскоре умер от воспаления лёгких. Его жена София, актриса труппы, пыталась спасти театр, но вынуждена была окончательно распустить труппу в октябре того же года.
Зайп считается представителем просветительской тенденции в австрийском театре конца XVIII века. Он с особой охотой обращался к драматургии Шекспира, Мольера, Лессинга.